# Cúpula de energia

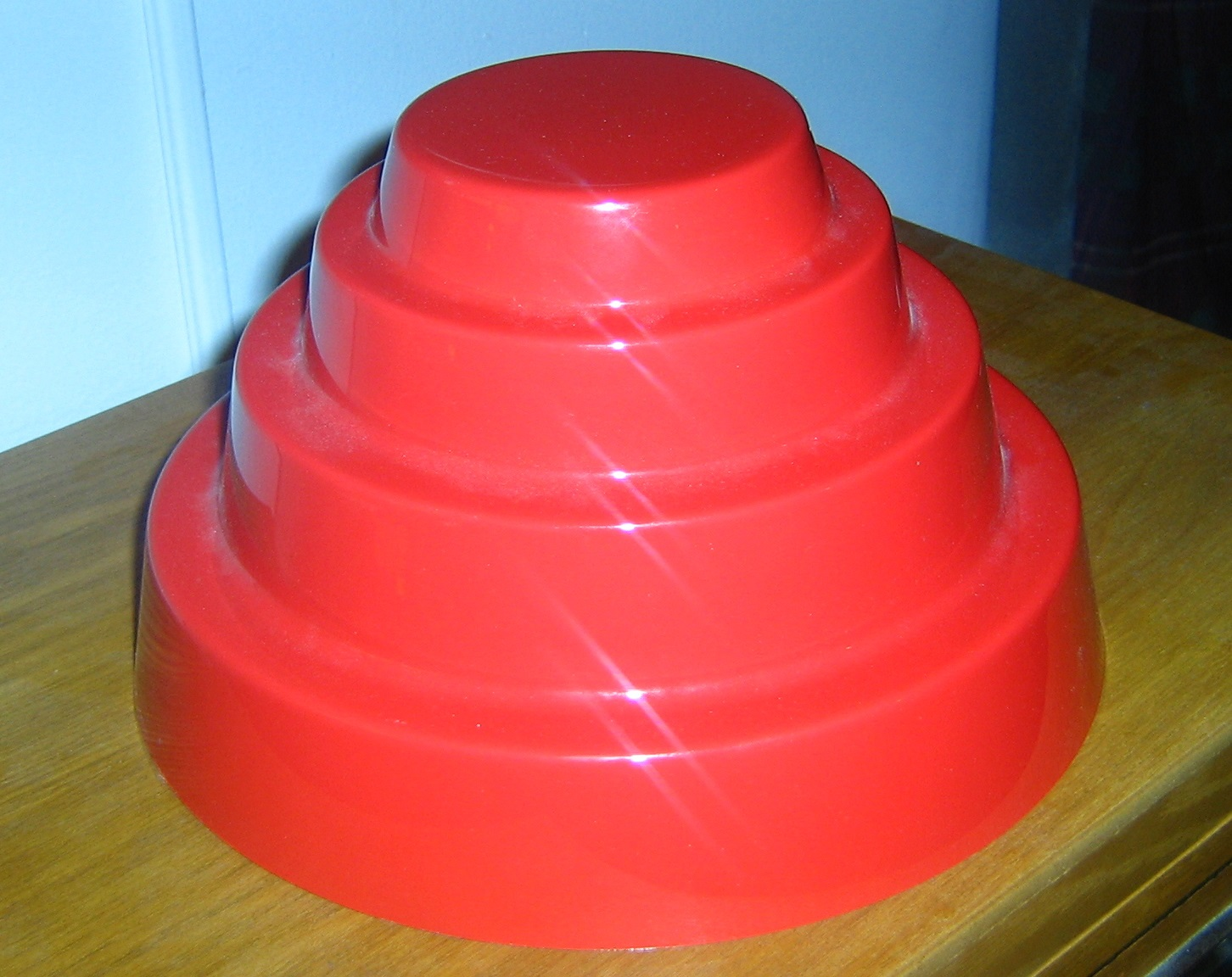
Cúpula de energia fabricada pela FDOS Design (2008)

Uma cúpula de energia é um chapéu frequentemente usado pela banda americana de new wave Devo como parte das roupas de palco dos membros. A cúpula foi usada pela primeira vez durante a campanha Freedom of Choice da banda em 1980. Ele reapareceu nas turnês de 1982, 1988 e 1990, bem como na maioria das apresentações desde 1997. As cúpulas foram feitas sob medida para a banda a partir de plástico formado a vácuo, em uma forma redonda distintiva de zigurate, e são ocasionalmente - e incorretamente - chamadas de "cúpulas poderosas" ou "vasos de flores". A forma também lembra a Pirâmide de Waldviertel. Quando questionado sobre a história por trás dos chapéus, Mark Mothersbaugh contou:
Nós os projetamos, Jerry [Casale] e eu. Fomos influenciados tanto pelo movimento alemão Bauhaus e pela moda geométrica quanto pelos templos astecas. Nós apenas gostamos do visual. Parecia bom e não se parecia com nenhuma outra banda por aí. Não estávamos interessados em usar chapéus bacanas ou roupas bacanas. Nós meio que parecíamos brinquedos de Lego ou algo assim quando os colocamos em nossas cabeças, e isso foi uma coisa positiva.

## Variantes

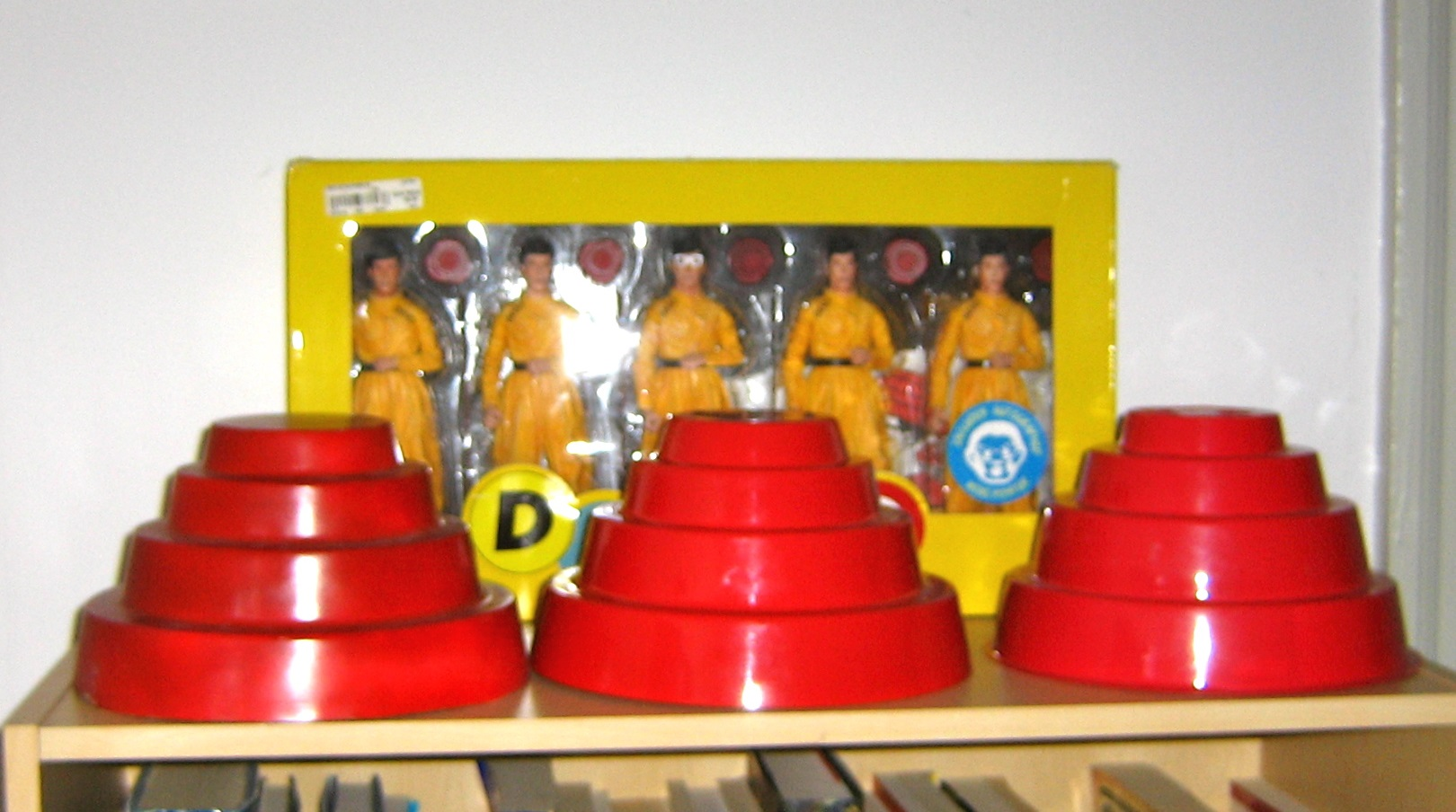
Três modelos de cúpula de energia Devo. Esquerda: cúpula de 1996, Centro: cúpula de design FDOS de 2008, direita: cúpula de disfarce de 2005, feita a partir do molde original do Club Devo.

Embora a cúpula de energia tradicional seja vermelha, existem várias variantes da cúpula. Em 1981, Devo usava cúpulas de energia verde enquanto apresentava "Whip It" no programa de televisão Solid Gold. Em um anúncio de Diet Coke de 1984, Devo ostentava cúpulas brancas.  Cúpulas de cromo prateado foram usadas por Devo em um show em 2002, feitas cobrindo uma cúpula de energia regular com fita metálica. Em 2004, para os shows de Devo na corrida/show Run Hit Wonder, patrocinado pela Nike, cúpulas azuis foram usadas e vendidas aos fãs. No videoclipe de "Go Monkey Go", Mark Mothersbaugh pode ser visto usando uma cúpula branca com uma camada inferior roxa.  Uma aparição de Devo no programa da VH1 TrueSpin apresentou cúpulas cinza carvão. Devo também usou cúpulas laranja de segurança na apresentação do Burger Boogaloo 2018, para combinar com os novos macacões laranja.  Protótipos variados e cúpulas feitas por fãs em um arco-íris de cores também existem. 
As cúpulas de energia vendidas pelo Club Devo vêm em várias formas. As cúpulas originais do Club Devo eram de tamanho menor do que as cúpulas usadas no palco, com o texto "DEVO" em relevo no topo e uma borda ao redor da borda.  Este mesmo molde foi usado novamente em 2005 para cúpulas de energia produzidas em massa vendidas como fantasias de Halloween.  Em 1996, Devo vendeu novas cúpulas de energia que correspondiam aproximadamente ao modelo usado no palco, embora as novas cúpulas de palco fossem ligeiramente menores que as originais. As primeiras versões dessas cúpulas eram feitas de plástico branco, pintadas de vermelho.  Posteriormente, foram substituídos por cúpulas feitas em plástico vermelho sólido em 2004, fabricadas pela Chaser Shirts. Em 2005, a NECA Collectibles começou a fabricar cúpulas de energia para Devo em plástico fino e descolorido.  Eles foram usados até 2008, quando um fã começou a fabricar cúpulas personalizadas de plástico vermelho grosso para a banda.  As novas cúpulas revertem para as dimensões das cúpulas de energia do palco original. 
Quando o tecladista e guitarrista rítmico do Devo, Bob Casale, morreu em 2014, seus restos mortais cremados foram colocados em uma urna funerária no formato de uma cúpula de energia. 
Durante a pandemia de COVID-19 (2020), uma versão de EPI estava disponível para venda com uma proteção facial acoplada. 

## Usos promocionais

### Cúpulas Azuis de 2010

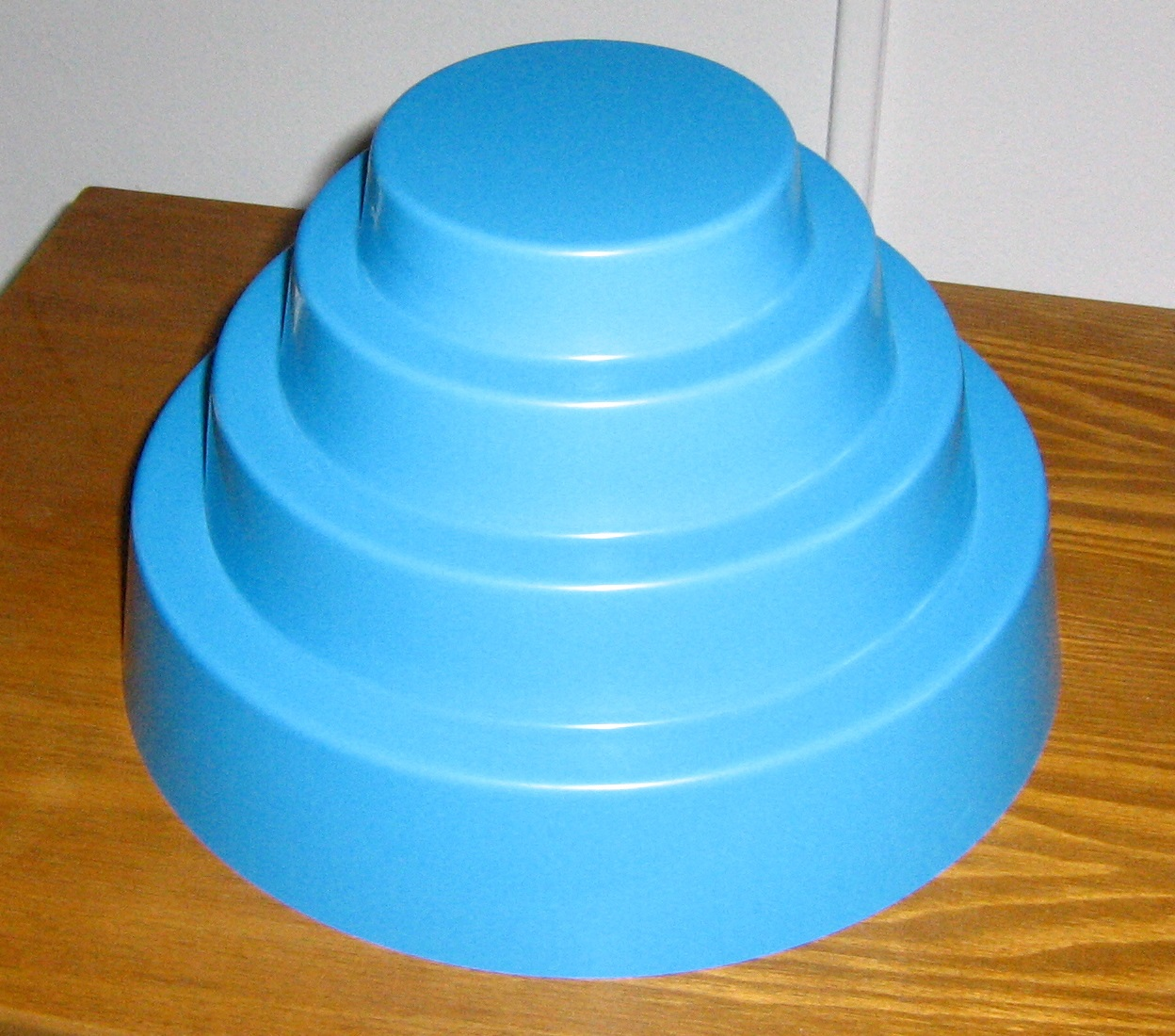
2010 Cúpula de energia azul, fabricada pela API

Em 22 de fevereiro de 2010, em uma aparição durante os Jogos Olímpicos de Inverno de 2010 em Whistler, British Columbia, cúpulas azuis foram distribuídas ao público e usadas no palco.  As cúpulas azuis foram posteriormente colocadas à venda em abril de 2010. A nova cor para as cúpulas foi selecionada por meio de uma pesquisa online e testes de grupos focais como parte da campanha de marketing para promover Something for Everybody, o nono álbum de estúdio de Devo. A edição mais recente das cúpulas é ciano, enquanto as cúpulas de 2004 são azul escuro. 

## Mitologia
De acordo com Gerald Casale no site Devo:

Ele foi projetado de acordo com as proporções dos antigos zigurate usados na adoração votiva. Como os montes, ele coleta energia e a recircula. Neste caso, o Domo coleta a energia Orgone que escapa da coroa da cabeça humana e a empurra de volta para a Medula Oblongata para aumentar a energia mental. É muito importante que você use a inserção de espuma...ou melhor ainda, pegue um forro de capacete de plástico, ajuste-o ao tamanho da sua cabeça e fixe-o com fita adesiva ou Super Glue no interior do Dome. Isso permite que o Domo "flutue" logo acima do crânio e, assim, faça seu trabalho. Infelizmente, sem inserção de espuma ou forro de capacete, a recirculação de energia NÃO ocorrerá.
Devo afirmou que seu design icônico de cúpula de energia foi usado para reciclar a energia orgônica desperdiçada que flui da cabeça de uma pessoa. Devo co-fundador Mark Mothersbaugh disse: 

Fizemos a cúpula de energia vermelha, que foi útil - além de ser um ícone - era um ícone útil. Você provavelmente sabe disso muito bem, mas sua energia orgônica sai pelo topo de sua cabeça e se dissipa pelo topo, mas se você usar uma cúpula de energia, ela recicla essa energia. Ele volta e cai sobre você e, entre outras coisas, você permanece viril, digamos, talvez por mais 150 anos de sua vida, provavelmente. Acho que é uma previsão segura dizer que cúpulas de energia - se você as usasse constantemente, noite e dia - o que eu não faço, mas há pessoas por aí que usam, não muitas delas, mas há algumas. Recebemos e-mails deles, então sabemos que eles estão por aí, essas pessoas provavelmente viverão mais 150 anos por causa de toda aquela energia orgônica que estão economizando e não desperdiçando.
Casale afirmou que a ornamentação em sua escola de infância St. Patrick School em Kent, Ohio, inspirou sua criação. 